# Segankuru
Segankuru, auch serankure, segaba und sebinjolo, ist eine im südlichen Afrika verbreitete, mit einem Bogen gestrichene, einsaitige Schalenzither. Der aus einer halb zusammengedrückten Blechdose bestehende Resonanzkörper befindet sich am oberen Ende des Saitenträgerstabes, den der Spieler über eine Schulter gelegt hat, während er seine Lieder begleitet. Der Holzstab ist über fast die gesamte Länge an der Oberseite schalenförmig ausgearbeitet und trägt somit zur Klangverstärkung bei. Das wesentliche Element der schwierig zu erlernenden Spielweise sind kreisförmige Bewegungen mit dem Bogen über die Saite, während gleichzeitig die Stärke der Streichbogenbespannung geändert wird, wodurch einzelne Partialtöne herausgefiltert werden können.
Das in unbekannter Zeit vermutlich als Weiterentwicklung der mit einem Mundbogen verwandten Rinnenzither tshidzholo entstandene Saiteninstrument kommt in Botswana und darüber hinaus in Variationen und mit verschiedenen Namen in den angrenzenden Ländern Namibia, Simbabwe, Südafrika und Lesotho vor. Bei der südafrikanischen Stabzither isankuni ist als Resonator ein Blechkanister angebracht, der beim Spiel nach unten gehalten wird.

## Herkunft
Die einfachsten Saiteninstrumente sind Musikbögen, deren flexibler und gebogener Saitenträger eine mit beiden Enden verbundene Saite unter Spannung hält. Verläuft eine vorgespannte Saite parallel zwischen den Enden eines starren Saitenträgers, so ist das Ergebnis eine Stabzither (oder Musikstab). Nach der Form des in Afrika in der Regel hölzernen Saitenträgers werden Musikstäbe mit Plattstab, bei denen die Saite über die schmale Seite eines hochkant gestellten Trägers verläuft, von solchen mit (einem meist langen) Rundstab unterschieden. Die zuerst genannten kommen überwiegend in Ostafrika, die letzteren in Uganda und Westafrika vor.
Damit die Saite parallel zum Träger frei schwingen kann, müssen auf beiden Seiten Abstandshalter unterlegt werden. Bei der segankuru hebt dagegen ein langer Stimmwirbel die an seinem Ende angebundene Saite in einem spitzen Winkel einseitig vom Träger ab. Eine dritte Möglichkeit stellen die Kerbstegzithern mit mehreren Saiten dar, bei denen wie bei der kamerunischen mvet die Saiten über einen mittig aufgestellten Steg laufen und mit dem Träger ein flaches, annähernd gleichschenkliges Dreieck bilden.
Ein- oder mehrsaitige Stabzithern benötigen eine separate Resonanzverstärkung, ebenso Brettzithern wie die bangwe in Malawi, die zur Resonanzverstärkung in eine Kalebassenhalbschale oder einen Blechkanister gehalten wird. Saitenträger, die zugleich als Resonanzkörper fungieren, bestehen aus einer Röhre: Röhrenzithern (valiha in Madagaskar) oder aus einer Schale: Schalen- oder Trogzithern, die abgesehen von der segankuru praktisch nur in Ostafrika vorkommen (inanga in Burundi). Kastenförmige Resonanzkörper (Kastenzithern) nach orientalischen oder europäischen Vorbildern sind in Afrika nicht verbreitet. Schalenförmige Resonanzkörper besitzen neben den Zithern, deren Saiten über die Öffnung der Schale verlaufen, auch Leiern, deren Saiten in der Deckenebene bis zu einer darüber hinausragenden Jochstange führen (beganna in Äthiopien, endongo in Uganda, obokano in Kenia). In Botswana sind auch Pluriarcs, mehrsaitige Musikbögen, die eine gewisse Ähnlichkeit mit Leiern haben, in Gebrauch (bei den Bantu cihumba).
Die Klassifizierung der segankuru als Schalen- oder Trogzither mit Resonator erfolgt gemäß der Hornbostel-Sachs-Systematik (315.2), weil der Trägerstab, über den die Saite verläuft, in den meisten Fällen muldenförmig ausgehöhlt ist. Dass üblicherweise nur Lauteninstrumente – in Afrika etwa die ugandische Röhrenspießgeige endingidi – mit dem Bogen gestrichen werden, fällt bei dieser nach Strukturmerkmalen vorgenommenen Einteilung nicht ins Gewicht. Anfang des 19. Jahrhunderts gab es in Deutschland einen Versuch, eine mit dem Bogen gestrichene Kastenzither einzuführen, ansonsten sind Streichzithern nur aus Ostasien bekannt, wo sie seit der Tang-Dynastie (618–907) nachgewiesen sind: die mit einem Holzstab gestrichenen Wölbbrettzithern ajaeng in Korea und yazheng in China.
Mit einem angerauhten Holzstab werden im südlichen Afrika auch die Saiten einiger Mundbögen gestrichen. Nach der auf harmonischen Obertönen basierenden Spielweise besteht eine enge Verbindung zwischen der segankuru und Mundbögen. Die Resonanz erzeugende Eigenschaft des schalenförmigen Saitenträgers bringt die segankuru mit den ostafrikanischen Röhrenspießgeigen, die durch arabische Händler eingeführt wurden, zusammen. Dieselbe Methode wie bei der segankuru, ausgehend von einem massiven Saitenträgerstab, der praktisch keinen Einfluss auf den Klang nimmt, eine zusätzliche Klangverstärkung zu erzielen, ist beim Schrapbogen kalyalya zu beobachten, der um die ostangolanische Stadt Luau gespielt wird. Beim kalyalya (nicht zu verwechseln mit der gleichnamigen dreisaitigen Kastengeige in Angola) ist der Bogenstab nach dem Prinzip der Schlitztrommel im mittleren Bereich ausgehöhlt. Die Verwendung eines Streichbogens verbindet die segankuru mit ein- und mehrsaitigen afrikanischen Fideln wie der zeze in Tansania. Die zeze ist eine Schalenspießlaute mit einem tiefen hautbespannten Korpus.
Als separate Resonatoren von Musikbögen und Xylophonen wie der valimba in Malawi dienen überwiegend Kalebassen. Vorläufer der Blechdosen an den Streichzithern sollen den Aussagen einiger Informanten zufolge früher Resonatoren aus Kalebassen oder steifen getrockneten Tierhäuten gewesen sein. Auch soll es früher Saiten aus Tiersehnen gegeben haben. Erhalten blieben solche Instrumente nicht.

## Bauform
Die zum Bau verwendeten Holzarten sind üblicherweise relativ leicht. Verwendet werden Cussonia spicata (Cussonia-Art, mosetse), Ozoroa paniculosa (Familie der Sumachgewächse, monokane), Zedrachbaum (Melia azedarach L., mosalaosi), Knotenfruchtbaum (Maerua schinzii Pax, moomane oder moratletla) und seltener das schwerere Holz von
Mopane (Colophospermum mopane). Das möglichst gerade Holzstück wird von Zweigen befreit und mindestens zwei Wochen in der Sonne getrocknet oder in ein offenes Feuer gelegt, um die Rinde abzubrennen. Die Mulde wird mit einem Dechsel (petlwana) bis zur Form eines Kanus herausgeschält. Der Saitenträger der segankuru ist zwischen 90 und 110 Zentimeter lang bei einem Durchmesser von fünf bis sieben Zentimetern. John Brearley beschreibt ein typisches Exemplar mit einem Stab von 86 Zentimetern Länge und sechs Zentimetern Durchmesser, bei dem auf fast der gesamten Länge eine Mulde ausgeschält ist. Hier beträgt die freie Länge der Saite 74 Zentimeter.
Im Unterschied zur üblichen Position oben bei einem senkrecht gehaltenen Saiteninstrument befindet sich der Stimmwirbel am unteren Ende. Der runde Holzdübel wird durch ein Loch im Saitenträger einige Zentimeter vor dessen Ende gesteckt und ragt auf beiden Seiten mindestens eine Handbreit heraus. Zum Stimmen muss er mit der ganzen Hand fest umfasst werden. Vom äußeren Ende des Wirbels verläuft eine Drahtsaite schräg bis zum oberen Ende des Trägers. Bei manchen Instrumenten führt die Saite über eine Art Sattel aus einem untergeschobenen beliebigen Material hinweg, der knapp unterhalb des Resonators positioniert ist. Als Resonator (Setswana phomphokgo) dient eine übergestülpte Fünf-Liter-Öldose, deren Deckel abgeschnitten ist und die seitlich passend auf die Breite des Trägerstabes zusammengedrückt und bei Bedarf festgenagelt wird. In den Dosenboden können einige Schalllöcher geschnitten sein. Wie viele afrikanische Musikinstrumente kann die segankuru mit Rasselkörpern ausgestattet sein, in diesem Fall etwa mit Drahtringen, die in Bohrlöchern an der Unterkante der Blechdose befestigt sind.
Der Streichbogen besteht aus einem stark gekrümmten Zweig, der meist mit Rinderschwanzhaaren bespannt ist, deren Länge 20 bis 35 Zentimeter beträgt. Bevorzugt werden möglichst feste Haare, wobei der Bogen wegen der kurzen Schwanzhaare des Rindes zwangsläufig so klein ausfällt. Als Kolophonium wird das Harz (Setswana borekhu) eines in Botswana moroka genannten Baumes der Gattung Commiphora (Familie der Balsambaumgewächse) verwendet. Ein Harzklumpen klebt normalerweise am unteren Ende des Instruments hinter dem Wirbel in einer eigens geschaffenen Vertiefung.
Für die südafrikanische Provinz Ostkap erwähnt David Rycroft 1966 neben mehreren, mit einem Holzstab gestrichenen Mundbögen und mit Resonanzkörpern ausgestatteten Musikbögen eine anders konstruierte Streichzither namens isigankuri, die im dortigen Pondoland nach Aussage von Percival Robson Kirby Anfang der 1930er Jahre als isankuni bezeichnet wurde. Laut Kirby war die isankuni wenig zuvor aus dem Norden eingeführt worden. Die isankuni (isigankuri) mit einer freien Saitenlänge von etwa 75 Zentimetern ist eine umgedrehte Version der segankuru, bei der sich ein Blechkanister am unteren Ende befindet. Sie besitzt keinen Stimmwirbel und geht möglicherweise auf den Mundbogen umqunge zurück, der nur bei den Pondo vorkommt. Die isangkuni ist noch einfacher als die segankuru konstruiert. Der Saitenträger wird schräg in einen offenen Blechkanister gesteckt und die Saite verläuft von dessen Ende bis zur unteren Ecke des Kanisters. Die klanglichen Variationsmöglichkeiten sind geringer als bei einem Mundbogen, weil das Volumen des Resonator-Kanisters während des Spiels nicht verändert werden kann.

## Verbreitung
Wann die segankuru eingeführt wurde, ist nicht bekannt. Eine der ersten Erwähnungen stammt aus dem Jahr 1928 von Dorothy Bleek, die Jugendliche der Nharo, die eine zu den San gehörende Gruppe von Sammlern und Jägern in der zentralen Kalahari bilden, das Instrument spielen hörte. Es war mit einer Sehne bespannt und besaß bereits eine Blechdose als Resonator. Die Musiker befeuchteten die Bogenhaare mit den Lippen vor dem Spiel. Etwas näher beschrieb 1932 Kirby die segankuru, die nach seiner Kenntnis in weiten Teilen des südlichen Afrika vorkam. Die bantusprachigen Venda spielten das bei ihnen tshidzholo (tsijolo) genannte Instrument in der älteren Tradition nach dem Prinzip des Mundbogens mit dem Mund anstelle der Blechdose verstärkt. Mit der tsijolo verwandt ist das Wort der Batswana, sefinjolo, das offensichtlich von Afrikaans viool für „Violine“ abgeleitet ist, mit se-, einem Präfix für Batswana-Substantive. Die bantusprachigen Batswana verwendeten sie für ein sebatlo genanntes Versteckspiel.
Der Name segankuru ist in Botswana insgesamt am weitesten verbreitet; im nordöstlichen Central District kommt laut John Brearley (1996) segaba („etwas Geschnitztes“) häufiger vor, bei den Batswana ist segankuru gebräuchlich. Jürgen Schöpf (2008) beschreibt in seiner Monografie die Streichzither im South-West District als serankure. Die Herkunft des Wortes segankuru ist unbekannt. In der nahezu ausgestorbenen Khoisansprache Korana bedeutet kuru „machen“, der Wortbestandteil gan könnte von Afrikaan kann oder Englisch can, „Dose“ abgeleitet sein. Diese geteilte Wortherkunft würde zum Instrument passen, dessen aus der afrikanischen Tradition stammende Anordnung der Saite mit einem wohl von der europäischen Musikkultur beeinflussten Bogen gestrichen wird. Ein Streichholz gab es hingegen vermutlich bereits vor den Europäern.
Segaba kann auch einen Mundbogen bezeichnen, dessen Saite aus einer Palmblattfaser besteht, über die wie mit beim Mundbogen umrhubhe der Xhosa mit einem Holzstab gestrichen wird. Im westlichen Ghanzi District heißt das Instrument bei den Nharo poman und bei einer anderen San-Gruppe bajene. Beide Namen scheinen nicht aus Khoisansprachen zu stammen. Im Nordwesten des Landes und in angrenzenden Gebieten von Namibia fand Nicholas England in den 1950er Jahren bei der Khoisan-Gruppe Zu/wasi den Namen do n!ao („Blechdosen-Bogen“). Isiceleceshe ist ein Wort der Zulu in Südafrika, gorito eines der Damara in Namibia. Weitere regionale Namen der Streichzither, die in den 1980er Jahren in Erfahrung gebracht wurden, sind dinudi, siwumba und setinkane und bei den Xhosa ikatari. Die Bakgatla, eine Untergruppe der Batswana, nennen die Streichzither sebinjolo (sebinjola).

## Spielweise
Der sitzende Musiker hält die segankuru gerade über eine Schulter gelegt und einem Winkel von etwa 45 Grad nach vorn mit der linken Hand am Wirbel, wobei sich die Blechdose in Höhe des Kopfes befindet. Mit dem Bogen in der rechten Hand streicht er quer über die Saite, in Kreisbewegungen oder elliptischen Bewegungen entlang der Saite. Mit Hilfe des Daumens außen an den Bogenhaaren kann er die Spannung während des Spiels erhöhen oder vermindern. Die Stärke der Bespannung hat einen wesentlichen Einfluss auf die erklingende Tonhöhe. Kommt der Spieler gemäß den Beobachtungen von John Brearley (1996) mit dem Bogen an eine Stelle der Saite, an der sich bestimmte Obertöne ergeben, so spannt er die Bogenhaare an, um diese Töne klarer hervorzubringen. Dagegen ist nach einem neueren Erklärungsmodell von Jürgen Schöpf (2011) der Anstreichort unerheblich. Demnach bilden Bogen und Saite ein gekoppeltes Schwingungssystem, bei welchem der Spieler durch die gewählte Bogenspannung den Bogen in eine bestimmte Eigenschwingung versetzt, die dieser bei der Streichbewegung an die Saite übergibt. Zugleich kann der Spieler mit einem Finger der linken Hand an einer oder zwei Stellen die Saite berühren und so wie beim Musikbogen zwei oder drei Fundamentaltöne erzeugen. Zu jedem Grundton kommen je nach Spielweise bis zu sechs (oder acht) Partialtöne hinzu, die durch die genannte Bogentechnik – also durch Spannen und Entspannen der Bogenhaare – isoliert werden. Bei einer besonderen Spielweise zupft der Spieler die Saite mit der Spitze des Bogens, wodurch er die rhythmische Struktur verstärkt.
Der Bogen wird ununterbrochen über die Saite bewegt, bis nach einigen Minuten der Haftgleiteffekt nachlässt und die Bogenhaare mit Harz eingerieben oder mit Speichel angefeuchtet werden müssen. Dies sorgt für regelmäßige Unterbrechungen und, falls mehrere Musiker zusammenspielen, für eine Gelegenheit zur Unterhaltung. Anschließend setzt jeder nach Belieben sein Spiel fort.
Für die sebinjolo genannte, mit der segankuru baugleiche Streichzither ist eine andere Spielposition üblich. Der Musiker fixiert den Resonator in seiner rechten Armbeuge, während er den Saitenträger quer über seinen Knien hält. Mit dem gestreckten Zeigefinger und gelegentlich dem Daumen seiner linken Hand verkürzt er die Saite an der gewünschten Stelle, wobei die übrigen Finger den Holzstab umfassen. Die meisten Musiker spannen den Bogen, indem sie mit dem Daumen von unten gegen die Bogenhaare drücken. Der Bogen wird bei der sebinjolo wenige Zentimeter vom Resonator entfernt quer über die Saite gestrichen. Auf harmonische Obertöne kommt es hierbei nicht an, sondern nur auf die Töne, die sich durch Verkürzen der Saite ergeben. Dies verbindet die sebinjolo mit der Schalenspießgeige zeze in Tansania.
Am häufigsten kommt die Spielweise mit zwei Grundtönen vor: Neben der leeren Saite wird mit dem Finger eine große Sekunde oder bei den Khoisan eine kleine Musik abgegriffen. Eher unüblich ist eine große Terz, die nur im Central District zu hören ist. All dies gilt gleichermaßen für die traditionelle Spielweise des Mundbogens. Wenn die segankuru jedoch in Jazzstilrichtungen wie Kwela, Mbaqanga oder Marabi vorkommt, die um die Mitte des 20. Jahrhunderts entstanden sind, können beispielsweise vier Grundtöne mit einer großen Terz, einer Quarte und einer Quinte im Abstand zur leeren Saite gegriffen werden. Das Spielen auf der segankuru ist in jedem Fall schwierig zu erlernen.
Traditionell ist die segankuru ein Instrument der Rinderhirten, die sie zur Liedbegleitung auf der Weide einsetzen. Die Musik soll dem Hirten die Zeit vertreiben und die Tiere beruhigen, damit sie sich möglichst nicht außer Hörweite fortbewegen.  Andere Instrumente, die früher von Rinderhirten gespielt wurden, sind das Lamellophon setinkane (bei den Nharo dongu oder dengu), der Mundbogen segorogoro, Flöten und Okarinas, zu denen Gitarren und Banjos hinzukamen. Beim segorogoro wird der gekerbte Bogenstab mit einem ebenfalls gekerbten geraden Holzstab gerieben, um zur Melodie ein Schrapgeräusch zu erzeugen. Die Kombination von Saitenmelodie und Rasselrhythmus ist die besondere Eigenschaft des Tsonga-Schrapbogens xizambi.
Die mit der segankuru begleiteten Lieder sind häufig lang, sie handeln in einer bildreichen Sprache von historischen Themen, von persönlichen Dingen oder sind Liebeslieder. Als Liedbegleitung werden meist nur wenige Töne in absteigenden Akkorden benötigt. Die Töne des Instruments müssen keine harmonische Begleitung der Gesangsstimme bilden. Die Gesangsmelodie bewegt sich in beliebigem Abstand oberhalb oder unisono mit der Instrumentalbegleitung. Einem allgemeinen Trend bei traditionellen Musikinstrumenten folgend wird versucht, mit ihnen einen Gitarrenstil zu imitieren. Ungefähr in den 1940er Jahren wurde die ramkie, eine viersaitige, selbst gebaute Gitarre mit Blechkanister, zum beliebtesten Instrument für die Liedbegleitung. Heute dominieren Gitarren nach westlichem Modell.